# Autostrada 405

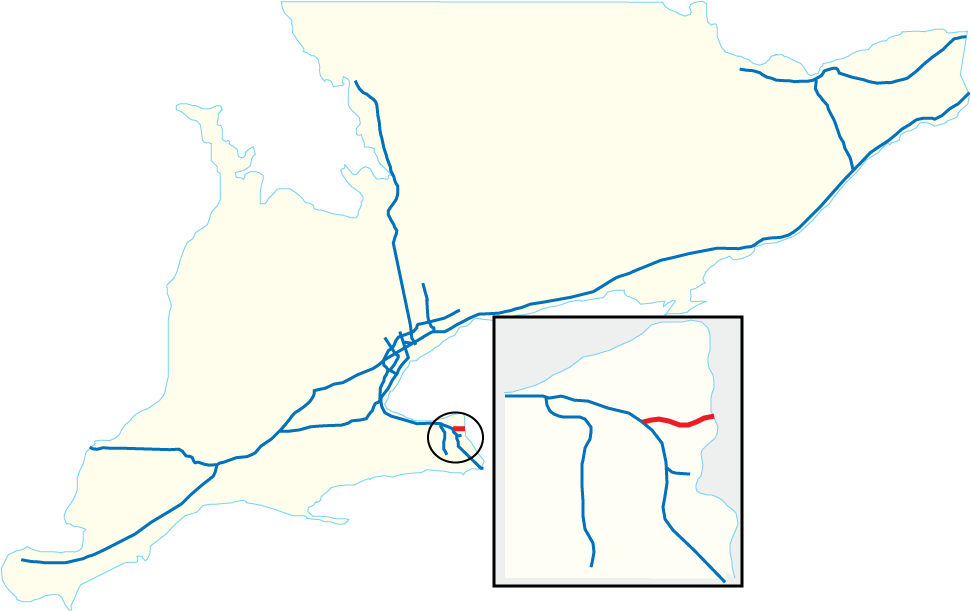
Schemat przebiegu autostrady 405

Autostrada 405 (ang. Highway 405) - autostrada w Kanadzie, w prowincji Ontario. Przebiega od autostrady QEW do mostu Lewiston-Queenston Bridge na granicznej rzece Niagara, który łączy ją z amerykańską autostradą I-190.
Długość wynosi 8,5 km. 
13 października 2006 autostrada otrzymała nazwę General Brock Parkway.